# عبد الرحيم الحاج محمد

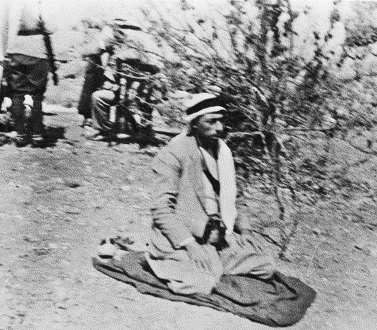
عبد الرحيم الحاج محمد يصلي

عبد الرحيم الحاج محمد (1892 - 23 مارس 1939) وكنيته "أبو كمال"، قائد عسكري فلسطيني ولد في مدينة طولكرم الفلسطينية، وهو القائد العام للثورة الفلسطينية الكبرى التي اندلعت في أبريل 1936 واستمرت حتى أغسطس 1939.

## حياته
ولد عبد الرحيم الحاج محمد في حي ذنابة في مدينة طولكرم عام 1892، جند في الجيش العثماني وأرسل إلى لبنان حيث تلقى تدريبه العسكري في المدرسة الحربية في بيروت، تابع عبد الرحيم الحاج محمد قتاله في ظل القيادة العامة الجديدة التي ترأسها فوزي القاوقجي وانتصر في هذه الفترة أيضاً في جميع المعارك التي خاضها ومن أهمها معركة نابلس في 24-9-1936 ومعركة بلعا ومعركة نور شمس التي حدثت بين المسلحين بقيادة (عبد الرحيم الحاج محمد) والجنود البريطانيين والتي قتل فيها (25) في (25-9-1936) ومعارك جبع ودير شرف، وفي مطلع سنة 1939 سافر عبد الرحيم الحاج محمد إلى دمشق ولقي المفتي محمد أمين الحسيني وبحث معه أوضاع الثورة وما تحتاج اليه من سلاح ومساعدات، وفي 26-3-1939 عاد إلى فلسطين مع نفر من اصحابه وتوقفوا في قرية صانور قضاء جنين ليمضوا ليلتهم وقد علمت سلطات الانتداب بوجودهم هناك فوجهت قوة عسكرية كبيرة، هاجمتهم في صباح يوم 27-3-1939 قتل هو ورفاقه في معركة غير متكافئة مع سلطات الانتداب وقامت السلطات بدفن جثمانه سراً في صانور وقد قام بعض الجنود الإنكليز بضرب التحية العسكرية له وهو مسجى على الأرض قتيلاً ومن ثم قاموا بدفن جثمانه سراً في صانور ولكن الثوار استرجعوا الجثمان ونقلوه إلى مسقط رأسه مدينة طولكرم ودفنوه هناك. أثر قتل عبد الرحيم الحاج محمد على الثورة حيث أن قتله أدى إلى نهاية حزينة للثورة.

## استشهاده
قصته في صانور أنه وبعدما ضاق الجيش الإنجليزي وقادته ذرعا بالثوار وعرضوا الجوائز لمن يشي بالقائد عبد الرحيم والثوار -وكان القائد المطلوب رقم واحد للإنجليز والإسرائيلين- قرروا نصب كمين له، وتبدأ القصة أن كبار القرية قد علموا أن الثوار وتحت قيادته قد إتجهوا إلى القرية وما أن وصلوا إلى القرية ومضوا ليلتهم حتى علم الانتداب الإنجليزي وتحركوا إلى القرية، وعلم أهل القرية فاقترح حسن الغلبان وكان أهل للثقة في القرية وكان يملك بيت في القرية وداخل البيت يوجد مغاره فقام بتخبئتهم في تلك المغارة وكانت كبيرة فختبأ كل الثوار ماعدا القائد وهنا جاءت مقولته المشهورة في صانور (أأكون قائداً وجباناً)وحاول حسن الغلبان أن يقنعه دون نتيجة وبقي معه بدفن مدخل المغارة بالتراب وجعل الماشية والأطفال الصغار يتغوطون على المدخل المغطى بالتراب فكان المنظر وكأنه مكان للماشيه وكان حسن الغلبان يرتعد خوفا على مصير الثوار ولم يأبه لنفسه أو عائلته لأن العرف في ذلك الوقت أن الإنجليز يهدمون بيوت ويعدموا من يأوي ثواراً، وجاء الجيش الإنجليزي فخاف القائد عبد الرحيم على القرية لأنه يعلم مدى الدمار الذي يحدثه الإنجليز عندما يبحثون عن الثوار فنزل إلى مرج صانور الشهير ولكن رغما من ذلك بحث الإنجليز في معظم بيوت القرية وجاؤوا لبيت حسن ونبشوا الأرض في البيت وخارجه وكان حسن يرتجف من خوفه على الثوار وهنا بدأ القائد عبد الرحيم ومن مسافة 100 إلى 200 متر تقريبا من مرج صانور أسفل القرية الموجودة على تله بدأ بلفت أنظار الجيش الإنجليزي ليبتعدوا عن القرية فتوجه اليه الجيش وبدؤوا إطلاق النار عليه من القرية وهناك في طرف المرج أسفل قرية صانور كان لها شرف قتل القائد عبد الرحيم فقام حسن الغلبان بدفنه في حاكورة بيته حتى لا يعلم أحد بمكان دفنه وبعد فترة وجيزه يقال أنها تقريبا شهر قام البعض من رفاقه بإخراجه من القبر حيث كان ما زال الجسد على حاله ودون تغير ونقل جثمانه إلى مسقط رأسه مدينة طولكرم. كما يوجد في مدينة طولكرم حالياً مدرسة تحمل اسم عبد الرحيم الحاج محمد. جدير بالذكر أنه لا تزال بعض الأغراض الشخصية الخاصة به موجودة هناك في مسقط رأسه. وكان لقتله الأثر الكبير في الثورة والفلسطينيين.